# لانگ بنینگتون
لانگ بنینگتون (به انگلیسی: Long Bennington) یک روستا در بریتانیا است که در Long Bennington واقع شده‌است. لانگ بنینگتون ۲٬۰۱۸ نفر جمعیت دارد.